# Kanada kultúrája

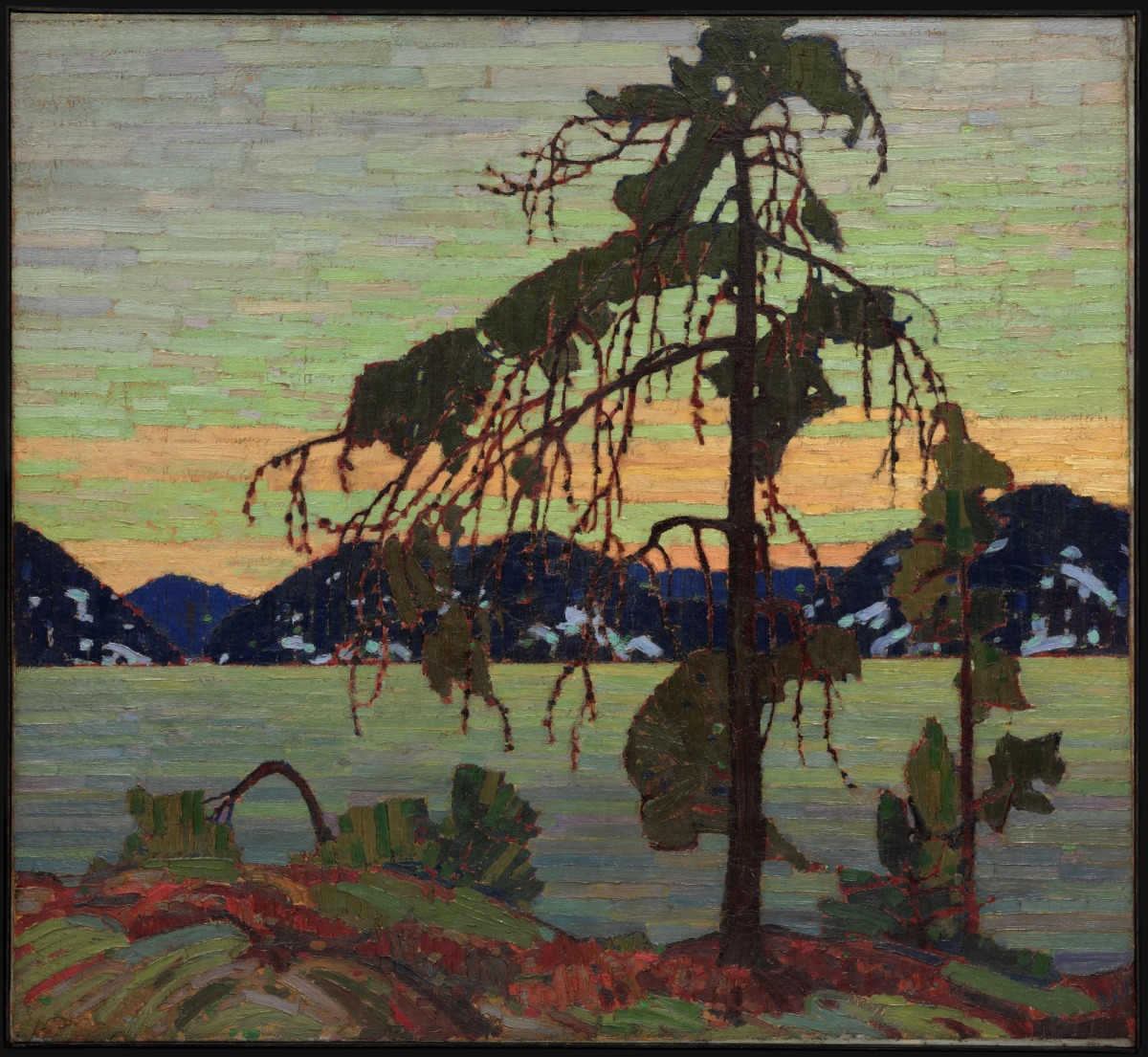
Tom Thomson The Jack Pine című festménye 1916-ból. Olaj vásznon, a Kanadai Nemzeti Galéria gyűjteményében

Kanada kultúrája magában foglalja a képzőművészetet, a zenét, az irodalmat, a konyhaművészetet, a politikát és mindazokat a szociális elemeket, amelyek jellegzetesen kanadaiak nem csak az ország határain belül, hanem világszerte mindenütt. A kanadai (multikulturalista) kultúra történelmileg az európai hatás és hagyományok, főként a brit és a francia kultúra által formálódott. Az idők során a kanadai őslakosság és a bevándorló népcsoportok kultúrájának elemei egyaránt bekerültek a kanadai kultúra főáramába. Emellett erős hatást gyakorolt rá a nyelvi, gazdasági és kulturális szomszéd, az Egyesült Államok is.
A kanadai szövetségi kormány programjai, törvényei és intézményei hatással vannak a kanadai kultúrára. A kultúra támogatása érdekében olyan alapvető testületeket hoztak létre, mint például a média területén a nemzeti rádió és televíziótársaság, a Canadian Broadcasting Corporation (Kanadai Műsorszóró Társaság, CBC), a National Film Board of Canada (Kanadai Nemzeti Filmbizottság). emellett pedig számos olyan rendezvényt segítenek, melynek célja a kanadai hagyományok ápolása. A kormány ezen kívül igyekszik megőrizni is a kanadai kultúrát, olyan testületek által, mint például a Canadian Radio-television and Telecommunications Commission (Kanadai Rádió-televízió és Telekommunikációs Bizottság, CRTC), melyek meghatározzák a média számára a kanadai tartalom törvény által előírt, minimális mennyiségét.
Kanada kultúrája, mint bármely más országé a világon a történelem, a földrajz és politikai rendszer terméke. Telepes nemzetként Kanadát a bevándorlási hullámok formálták, melyek kialakították a szokások egyedi keverékét, a konyhaművészetet és a nemzet szociokulturális fejlődését jelző hagyományokat.
Ez a szócikk többféle nézőpontból mutatja be a kanadai kultúrát, megkísérel felvázolni több különböző témát, melyek teljes bemutatására, és rajtuk keresztül Kanada és kultúrája alaposabb megismerésére nincs mód, ehhez további, az országra és lakosságára vonatkozó szócikkek szolgálnak információval.

## A kanadai kultúra fejlődése
A kanadai kultúra a kanadai történelem és földrajz terméke. Kanada területének nagy részét az Európából Amerikába átutazó telepesek lakják, és kezdték fejleszteni, ezért a korai kanadai kultúrában fontosak az úttörők, prémvadászok és kereskedők témái és szimbólumai. Kanadában a brit hódítás 1759-ben nagy frankofón populációt vont brit uralom alá, amihez megegyezésre és alkalmazkodásra volt szükség, bár az Egyesült Birodalom Lojalistáinak a Tizenhárom gyarmatra történt bevándorlása erős brit és amerikai hatást eredményezett.
A kanadaiak kapcsolata az első nemzetekkel és az inuitokkal nem volt konfliktusmentes, de az amerikai telepesek és az indiánok viszonyánál békésebb volt. Az aránylag későn kezdődő, több területen zajló gazdasági fejlődéssel együtt ez a békés történelmi háttér lehetővé tette, hogy a kanadai őslakosok saját identitásuk megőrzése mellett aránylag erős hatást gyakoroljanak a nemzet kultúrájára.

### Kétnyelvűség és multikulturalizmus
Francia Kanada korai fejlődése aránylag összefüggő volt a 17. és a 18. század során, és ezt az 1774-es Québec törvény megszilárdította, lehetővé téve az országban a frankofón kultúra túlélését és gyarapodását. Az 1867-es alkotmány úgy készült el, hogy megfeleljen a kanadai autonómia növekvő kihívásainak, és egyúttal elkerülje a túlságosan erős decentralizációt, ami az Egyesült Államokban a polgárháború kitöréséhez vezetett. A John A. Macdonald és George-Étienne Cartier által készített egyezmény elindította Kanadát a kétnyelvűség ösvényén, ami közrejátszott a sokféleség elfogadásában, később pedig a multikulturalizmushoz és az őslakosok kultúrájának és szokásainak elfogadásához vezetett.

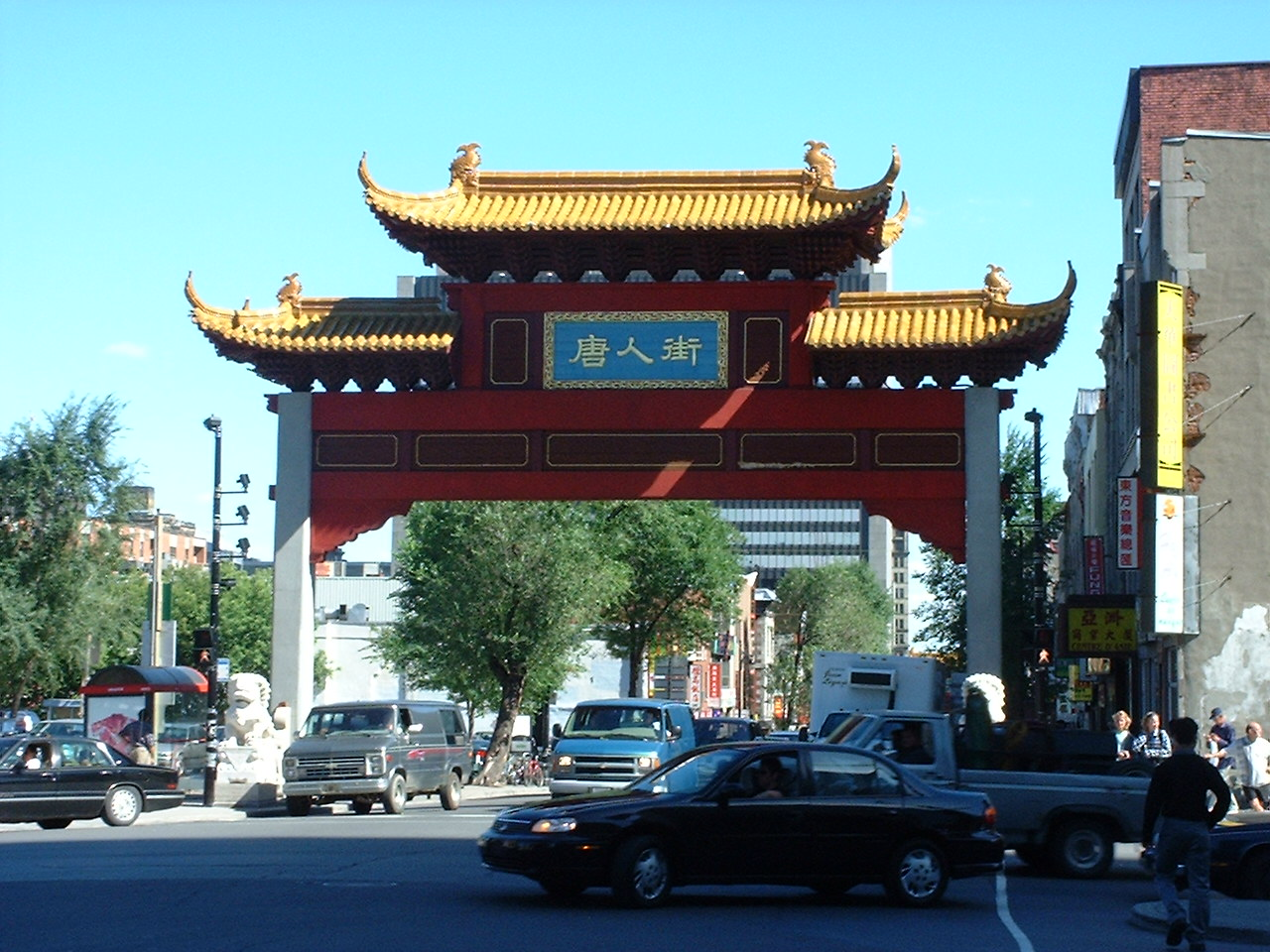
Egy kínai kapu Montréal központjában

A multikulturális örökséget biztosítja a jogok és szabadságok kanadai chartája 27. szakasza. Kanada területein, különösen az olyan nagyvárosokban, mint Montréal, Vancouver és Toronto (ez utóbbinál például a Kensington Market környékén) a multikulturalizmus a szokványos kultúra, és a sokféleségben rejlik a közösség összetartó ereje.
Québecben, erős a kulturális identitás, és sok franciául beszélő kommentátor québeci kultúráról beszél, megkülönböztetésként az angol kanadai kultúrától, de vannak, akik úgy látják, hogy Kanada több regionális, őslakos és etnikai szubkultúra gyűjteménye.
Bár a francia kanadai kultúra a legnyilvánvalóbb példa, tény, hogy a kelta hatás lehetővé tette a nem angol dialektus fennmaradását Új-Skócia, illetve Újfundland és Labrador területén; noha az Ulsterből Torontóba történő bevándorlás hatására az 1980-as évekig csökkent az ír és erősödött a brit hatás Ontario kultúrájában. Emellett Kanada csendes-óceáni kereskedelme erős kínai hatást gyakorolt Brit Columbiára és más területekre.
Kanada kulturális sokfélesége az LMBT személyek számára a legtöbb országénál toleránsabb környezetet teremt. Kanada mindig hangsúlyt fektetett az emberek egyenlőségére és elfogadására. Például 1995-ben Kanada Legfelsőbb Bírósága az Egan kontra Kanada ügyben úgy ítélt, hogy a szexuális irányultság „beleértendő” az alkotmányhoz tartozó jogok és szabadságok kanadai chartájának 15. szakaszába, ami egyenlő jogokat biztosít minden kanadai számára. A tartományi bíróságok és Kanada Legfelsőbb Bíróságának egy sor döntését követően 2005. július 20-án a Polgári Házassági Törvény módosítása (a C-38-as törvényjavaslat) elfogadta az azonos neműek házasságát Kanadában. Ezzel Hollandia, Belgium és Spanyolország után Kanada lett a világ negyedik országa, amely hivatalosan elfogadja az azonos neműek házasságát. Emellett 2005-től a nemi irányultság védett státuszként bekerült a szövetségi kormány és az összes tartomány és terület emberi jogi törvényeibe.

### Őslakos hatás

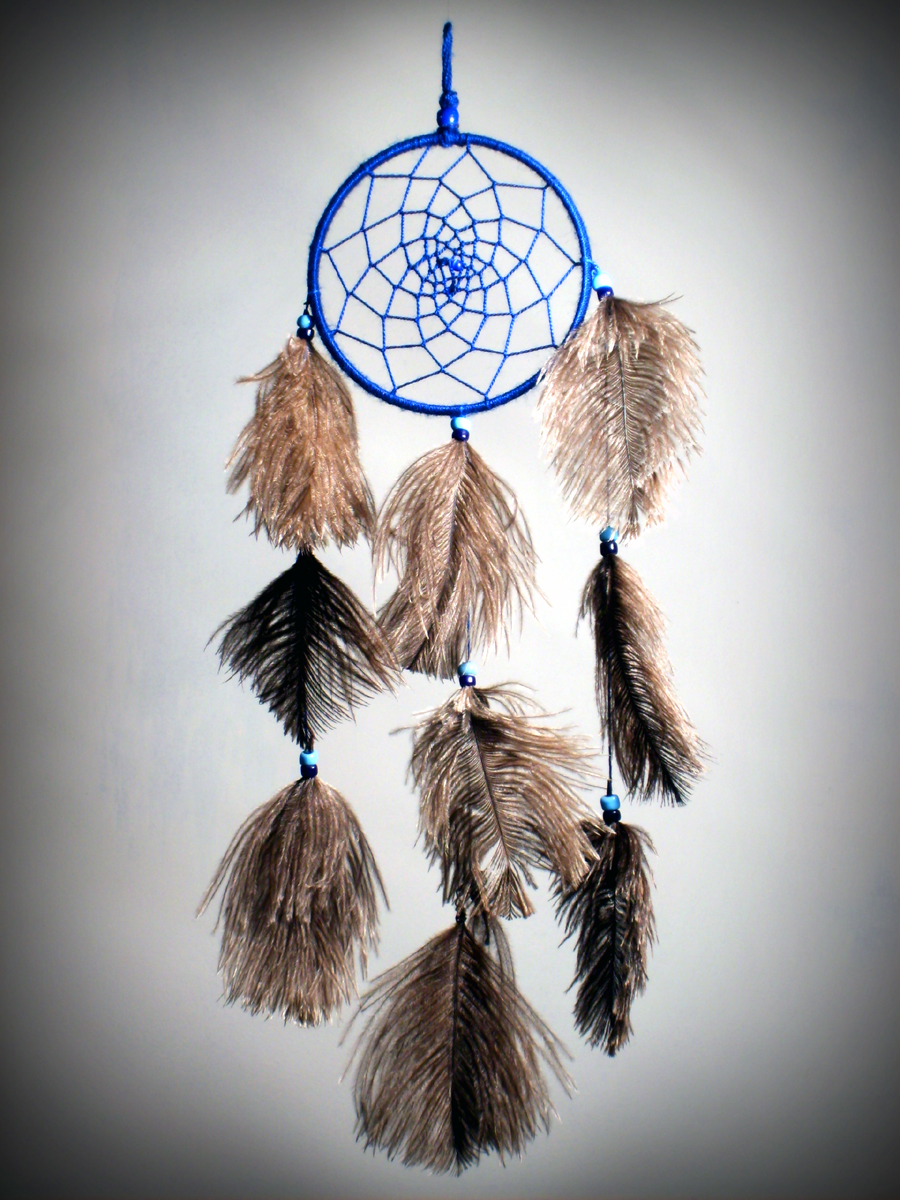
Az álomcsapdához hasonlóan a kanadaiak sok bennszülött ikont átvettek

Kanada őslakosai már i. sz. 1000 táján kapcsolatba kerültek az európaiakkal, de a hosszútávú kapcsolat csak azután kezdődött, miután az európaiak a 17. és a 18. században állandó településeket hoztak létre. Az európaiak írásos beszámolói bár elfogultak, barátságosnak ítélték az első nemzetek tagjait, akik számára előnyt jelentett az európaiakkal való kereskedés. A kereskedelmet tovább erősítették az olyan szervezettebb politikai testületek, mint az Irokéz Konföderáció.
Akkoriban és napjainkban is több különféle őslakos nép élt Kanadában, melyek saját kultúrával, hittel, értékekkel, nyelvvel és történelemmel rendelkeztek. Ebből az örökségből sok minden máig fennmaradt a képzőművészet által vagy más módon megőrizve. Például a vancouveri 2010-es téli olimpiai játékok jelképéhez tartozik egy inukshuk, egy egymásra fektetett kövekből álló ember formájú szobor, ami az inuit kultúra és a nemzet önfelfogásának része.
A Kanadai Örökség Minisztériuma szerint:

| „                                     | Kanada etnikai, faji és vallási sokfélesége gyorsan növekszik. A 2001-es népszámlálás szerint több, mint 200 etnikum képviselteti magát Kanadában. A lakosság megközelítőleg 13,5 százaléka egy látható kisebbségi csoport tagja, és ez az arány 2016-ra várhatóan eléri a 20 százalékot. Jelenleg a kanadai népesség növekedésének több mint 50 százaléka a főként Ázsiából és a Közel-Keletről történő bevándorlásból származik. Elképzelhető, hogy 2025 után Kanada népességnövekedése kizárólag a bevándorlásból fog származni. | ” |
| – Judith Larocque, miniszterhelyettes | |   |

### Az amerikai kultúra hatása
A 20. század közepe óta a sugárzott médiához való könnyű hozzáférés miatt nagymértékű amerikai hatás éri a kanadai kultúrát. Erre reagálva a kanadai adók a szövetségi és a tartományi kormányokkal együttműködve az adásaikban megpróbálják hangsúlyozni a kanadai kultúrát és értékeket. Példa erre a televízióban látható Heritage Minute (Örökség Perc) című hirdetéssorozat (amely rövid történelmi leckékkel szolgál). A nemzeti kultúra védelme és fejlesztése elsődleges fontosságú a kanadai kormány számára, amely pénzt is ad a kanadai tévéműsorok elkészítésére. A kanadai kultúra támogatásáért a CRTC és a Kanadai Örökség Minisztériuma felelős.
Bizonyos szemszögből Kanada és az Egyesült Államok hasonló kultúrán osztozik, melyet tévesen „észak-amerikaiként” definiálnak. A kanadaiakat jelentős amerikai kulturális hatás éri az Egyesült Államok közelsége és a kanadaiak többsége által is beszélt közös nyelv miatt, továbbá azért, mert mindkét ország több etnikumból álló bevándorló társadalom, melyek között a népesség évszázadokon át cserélődött. A legtöbb kanadai ismeri az amerikai gyorséttermeket és tévéműsorokat. A szoros kötelék ellenére a kanadai kultúra néha megpróbálja elkülöníteni magát az amerikaitól. Ez időnként a populáris médiában az amerikaiak kigúnyolásában vagy sértegetésében, illetve az amerikaiság bizonyos sztereotípiáinak kiragadásában nyilvánul meg, ahogy az az An American in Canada (Egy amerikai Kanadában) és a Talking to Americans (Beszélgetés az amerikaiakkal) című műsorokban, vagy a I Am Canadian (Kanadai vagyok) című Molson sörreklámban is látható. Ennek ellentéte figyelhető meg az amerikai médiában, amelyben a kanadaiakat gúnyolják ki, illetve sértegetik, példával szolgál erre „Weird Al” Yankovic Canadian Idiot (Kanadai idióta) című dala, valamint az eltúlzott sztereotípiák felbukkanása. A két ország közti, többnyire baráti keretek között zajló rivalizálás jelei gyakran felfedezhetők.
Az amerikai hatás és a nagymértékű kulturális keveredés ellenére a kanadaiak nagy többsége teljesen tisztában van kultúrája eredményeivel. A kanadai zene és televízióipar erős és élénk, a kanadai színház és irodalom pedig igen nagyra becsült, nem csak helyi, de nemzetközi szinten is. Az olyan kanadai műsorok, mint az Elit egység (Flashpoint) és A Degrassi gimi (Degrassi: The Next Generation) egyre népszerűbbé váltak az ország határain kívül is. A kanadai zenekarok közé tartozó Three Days Grace és Simple Plan szintén nem csak helyi, de nemzetközi sikereket is elértek, bizonyítva a kanadai tartalom állandó erejét.
A kanadai kultúrának gyakran része a politikai felhang, ami nem szükségszerűen pártpolitikai természetű. A kanadai idealizmus sok kanadait késztet arra, hogy kritizálja a kormányt, a társadalmat, valamint a kultúra intézményeit és hagyományait, összevetve a korábbi állapotot és az általuk idealizáltat, amit Kanada egykor elért, illetve amit még el kellene érnie.

### Kanadai identitás
A kanadai identitás első hatásai a 17. századba vezetnek vissza Acadia és a Szent Lőrinc-folyó francia telepeseihez, Újfundland angol telepeseihez, a brit hódításhoz és a 18. század eleji Új-Franciaországhoz. Az első nemzetek fontos szerepet játszottak a Kanadában létesített európai gyarmatok fejlődésében, a kontinens felfedezésében nyújtott segítségtől kezdve, a szőrmekereskedelmen és az európaiak között vívott harcokban való részvételen át a mesztic nép megteremtéséig. Művészetükön és kultúrájukon keresztül az első nemzetek, az inuitok és a meszticek állandó hatást gyakorolnak a kanadai identitásra.
A kanadai identitás kérdését hagyományosan három alapvető téma uralja: az első az angol kanadaiak és a francia kanadaiak közötti, gyakran konfliktusokba torkolló kapcsolat, ami a francia kanadaiak nyelvi és kulturális túlélésre való törekvéséből adódik; a második az angol kanadaiak és a Brit Birodalom közötti, általában szoros kötelék, ami azt a fokozatos politikai folyamatot indította el, ami a birodalomtól való teljes elszakadásra irányul; a harmadik pedig a közeli szomszédság az angolul beszélő kanadaiak, és a katonai, gazdasági és kulturális nagyhatalomnak számító Egyesült Államok között. Az Egyesült Királysághoz fűződő politikai és kulturális kötelék meggyengült a 20. században a kanadai identitást átformáló európai, afrikai, karibi és ázsiai bevándorlás hatására, és ez a folyamat még ma is tart a nagy számú nem brit vagy francia hátterű bevándorló miatt, bővítve a vitát a multikulturalizmus témájával. Ma Kanada különböző nemzetiségek és kultúrák elegye, és alkotmányos védelmet nyújt azoknak a rendelkezéseknek, amelyek az egyetlen nemzet mítoszával szemben a multikulturalizmust segítik elő.
A kanadai identitás problémája vizsgálatot igényel, talán alaposabbat, mint a nép identitása bármely más nemzet esetében. Andrew Cohen újságíró 2007-ben a következőt írta:

| „                                        | A kanadai identitás, mint ismeretes, épp olyan nehezen meghatározható, mint a Sasquatch és az Ogopogo. Próbálkoztak vele az államfők, történészek, írók, művészek, filozófusok és a Nemzeti Filmbizottság élénk – és frusztrált – generációi… de Kanada ellenáll a könnyű definíciónak. | ” |
| – Andrew Cohen: The Unfinished Canadian: | |   |

Egyenesen kanadai divatnak számít, hogy az identitás keresése az önkritika tárgyává válik.

### Kanadai nacionalizmus
A kanadai nacionalisták általában sokat törődnek a kanadai szuverenitás védelmével és a kanadai államhoz való hűséggel, miáltal a polgári nacionalizmus kategóriájába tartoznak. Sokszor állítják, hogy az amerikaellenesség vagy legalábbis az Egyesült Államokkal szembeni ellenségesség gyakran fontos szerepet játszik a kanadai nacionalista ideológiában. Mikor a nacionalisták „függetlenségről” beszélnek, sokan úgy értik, hogy az valójában „az Egyesült Államoktól való függetlenséget” jelenti. A kanadai nacionalisták valójában elősegíthetik a más nemzetekhez való kötődést, és szorosabb integrációra bátorítanak az Európai Unióval vagy az ENSZ-szel, az USA hatásának ellensúlyozására.

## Kanada kulturális védelme
Kanada kulturális védelme a 20. század közepén kezdődött, tudatos formában, azzal a céllal, hogy a kanadai kormányok oldalán elősegítse a kanadai kultúra tevékenységét, és gátolja azt, hogy az idegen, főként amerikai kultúra elérje a helyi közönséget. A közös kanadai-amerikai határ és (főként) a két ország által használt közös nyelv miatt Kanada bonyolult helyzetben van az amerikai kultúrával szemben a globalizált média küzdőterén. Bár Kanada megpróbálja fenntartani a kulturális különbségeket, ezt felelősséggel kell ellensúlyoznia az olyan kereskedelmi egyezmények terén, mint például az Általános Díjszabási és Kereskedelmi Egyezmény (General Agreement on Tariffs and Trade, GATT) és az Észak-Amerikai Szabadkereskedelmi Egyezmény (North American Free Trade Agreement, NAFTA).

## Szimbólumok
Kanada hivatalos szimbólumai közé tartozik a juharlevél, a hód és a kanadai ló. Az utóbbi évtizedekben az ország több hivatalos szimbólumát, például a kanadai zászlót megváltoztatták, hogy „kanadaizálják”, és elnyomják vagy megszűntessék az Egyesült Királyságra való utalást. A kanadai monarchia szimbólumai továbbra is használatban vannak, például Kanada címere és a fegyveres erőknél a „His Majesty Canadian Ship” (Őfelsége Kanadai Hajója) avagy HMCS. A különböző intézmények, mint például a „Királyi Kanadai Lovasrendőrség” (Royal Canadian Mounted Police) vagy a „Királyi Winnipegi Balett” (Royal Winnipeg Ballet) esetében a „királyi” megjelölés fennmaradt, bár a fegyveres erők 1968-as egységesítése Kanadai Fegyveres Erők (Canadian Forces) néven, használaton kívül helyezte a Királyi Kanadai Légierő (Royal Canadian Air Force) és a Királyi Kanadai Haditengerészet (Royal Canadian Navy) megnevezéseket. A Kanadai Fegyveres Erők Szárazföldi Parancsnoksága (Canadian Forces Land Force Command) egyes egységei használják a „királyi” címeket, a Kanadai Fegyveres Erők Vízi Parancsnoksága (Canadian Forces Maritime Command) járművein még megtalálható a „HMCS” rövidítés, a Kanadai Fegyveres Erők Légi Parancsnoksága (Canadian Forces Air Command) repülőszázadai pedig használják a Brit Királyi Légierőtől származó jelvényt, melyen hivatalos keresztjük felett az angol király koronája látható.

## Művészet

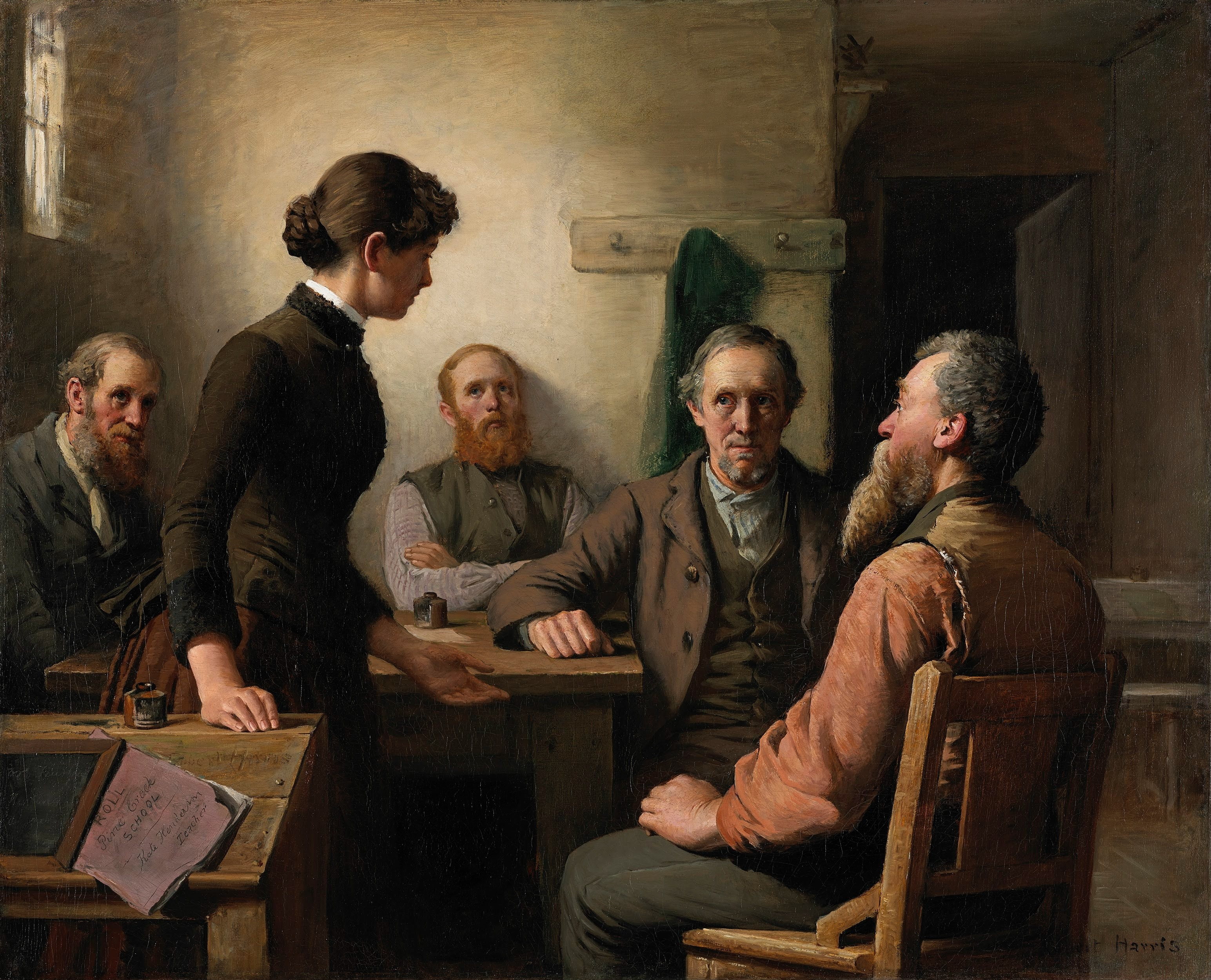
Robert Harris: A Meeting of the School Trustees (Az iskolaigazgatóság ülése) (1885)

A művészet Kanadában az 1900-as évek és különösen a második világháború vége, 1945 óta virágzik. Fejlődésében szerepet játszik a kormány támogatása, melynek eredményeként országszerte számos művészeti iskola és kollégium jött létre.

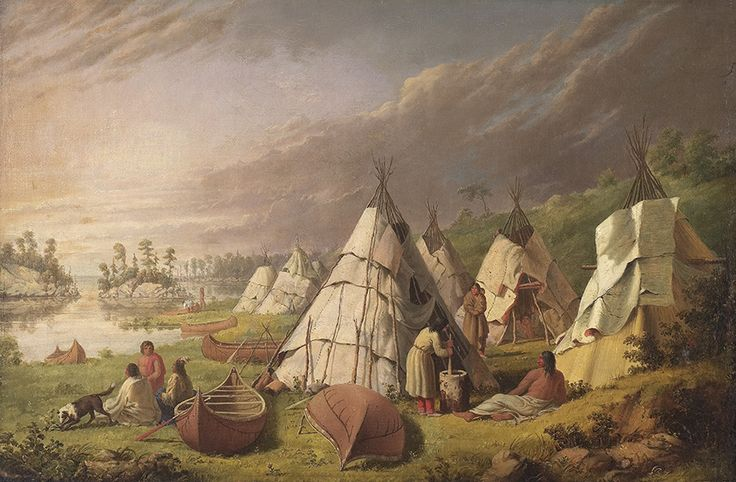
Paul Kane: Indian encampment on Lake Huron (Indián tábor a Huron-tónál) (1848-1850)

A korai kanadai festők művei az európai trendeket követték. Az 1800-as évek közepén a Hollandiában született québeci festő, Cornelius Krieghoff a helyi lakosság (francia kanadai farmerek) életképeit ábrázolta. Nagyjából ebben az időben a kanadai festő, Paul Kane Nyugat-Kanadában az indiánok életét örökítette meg. Néhány tájfestő, az úgynevezett „Hetek csoportja” alakította ki az első határozottan kanadai stílust. E festők mindegyike nagy, ragyogó színű festményeket készített a kanadai vadonról.
Az 1930-as évek óta a kanadai festők sokféle, igen egyedi stílust fejlesztettek ki. Brit Columbiában Emily Carr a totemoszlopokról készült képeivel vált híressé. A további neves festők közé tartozik a tájképfestő David Milne, az absztrakt festő Jean-Paul Riopelle és Harold Town, valamint a multimédia festő Michael Snow.
Az absztrakt festők csoportja, a „Tizenegy festő”, de főként William Ronald és Jack Bush fontos szerepet játszanak a modern kanadai művészetben. A kanadai szobrászatot az inuit művészek rozmárcsontból és szappankőből álló faragásai gazdagítják. Ezek a faragások olyan tárgyakat és tevékenységeket ábrázolnak, amelyek az inuitokra a mindennapok során jellemzők.

### Zene
Kanada zenéje az országot formáló multikulturális hatásokat tükrözi. Az első nemzetek népei, a franciák és a britek mind egyedi módon járultak hozzá Kanada zenei örökségéhez. Miután a francia felfedező, Samuel de Champlain 1605-ben megérkezett és létrehozta az első állandó kanadai települést, az új-skóciai Port Royalt, majd 1608-ban Québec cityt, az ország elkezdte kitermelni saját zeneszerzőit, zenészeit és együtteseit. A 17. századtól a fejlődő Kanada létrehozta zenei infrastruktúráját, amihez templomi dísztermek, kamaratermek, konzervatóriumok, akadémiák, előadó központok, lemeztársaságok, rádióadók és zenei tévécsatornák tartoznak. A zene erős amerikai kulturális hatás alatt áll a két ország közelsége és a bevándorlás miatt.
A kanadai zeneipart segíti a kormány rendelkezése, melynek célja a kanadai kultúra védelme és a növelésére való bátorítás. A Kanadai Tartalom (Canadian Content, CANCON) szabályozások minden kanadai rádióállomás számára előírják, hogy a lejátszott zenék legalább 36%-a kanadai legyen. Ez lehetővé teszi a kanadai művészek számára, hogy sikert érjenek el az egykor amerikaiak és európaiak által uralt adókon. E szabályok hatására a kanadai zene egyre gyakrabban kerül adásba.
Kanadában sok nemzetközileg elismert előadó és zenész él. A popzenében való eredményeik elismeréseként elnyerhetik a Juno-díjat. Emellett Kanada számos olyan népszerű, nyári népzenei fesztiválnak ad otthont, mint a Winnipegi Népzenei Fesztivál (Winnipeg Folk Festival). Kanada sok elismert zeneszerzővel is rendelkezik, akik különféle módon közreműködtek a nyugati klasszikus zene történetében.

### Kanadai színház
Kanada virágzó hely a színház számára. A színházi fesztiválok sok turistát vonzanak a nyári hónapokban, különösen az ontariói Stratfordban megrendezett Stratford Shakespeare Fesztivál és a Shaw Fesztivál, melynek Niagara-on-the-Lake add otthont. A Famous People Players csak egy a sok turnézó társulat közül, amely nemzetközi elismerést is elért. Kanada dicsekedhet a világ második legnagyobb fringe fesztiváljával az Edmontoni Nemzetközi Fringe Fesztivállal (Edmonton International Fringe Festival).

### Film és televízió
A kanadai filmpiacot évtizedeken át az amerikai filmipar uralta, melyben jelentős szerepet töltöttek be a kanadai származású színészek, rendezők, producerek és technikusok. Az 1960-as években Michel Brault, Pierre Perrault, Gilles Groulx, Jean Pierre Lefebvre, Arthur Lamothe, Claude Jutra és más québeci filmkészítők innovatív és politikailag fontos dokumentum- és játékfilmekkel kezdtek versenybe szállni Hollywooddal szemben.
Ebben az időszakban a jelentős angol nyelvű filmkészítők közé tartozott Allan King, Norman Jewison és Robin Spry. A sort folytatva Michael Snow a világ egyik legelfogadottabb filmkészítőjévé vált.[forrás?] Norman Jewison 1999-ben elnyerte az Oscar emlékdíjat az Irving G. Thalberg emlékdíjat, élete során a film világában elért eredményeiért.
Kanada erős filmipart épített fel, amely különféle jól ismert filmeket, színészeket és rendezőket vonultatott fel. A siker néha talán az olyan bizarr és újító rendezői munkának köszönhető, mint amilyet Atom Egoyan az Eljövendő szép napok (1997) és David Cronenberg A légy (1986), a Meztelen ebéd (1991) és az Erőszakos múlt (2005) rendezője végzett. A francia-kanadai társulás munkát ad olyan rendezők számára, mint Denys Arcand és Denis Villeneuve. A 76. Oscar-gálán Arcand Barbárok a kapuk előtt című filmje lett Kanada első filmje, amely elnyerte a Legjobb idegen nyelvű film díját.
Kanada kis népessége és talán az óriási amerikai televízió- és filmipar közelsége miatt az Egyesült Királysághoz viszonyítva kevés olyan saját produkcióval rendelkezik, mint amilyenek a Torontói Nemzetközi Filmfesztiválon is szerepelnek.
Azonban az amerikai kézben levő Lions Gate Entertainment és az Alliance Atlantis tévétársaságok jelenleg elég nagyok ahhoz, hogy versenyre keljenek a nagyobb amerikai cégekkel. Emellett az amerikai és a kanadai filmipar zavaros kapcsolata miatt számos filmet, például a David Cronenberg által (2005-ben) készített Erőszakos múlt című drámát gyakran egyszerre tulajdonítja a kanadai közönség a kanadaiaknak és az amerikai közönség az amerikaiaknak, mivel a két ország eltérően definiálja a kanadai és az amerikai film fogalmát.
A 20. század elején, Hollywood korai időszakában több kanadai úttörő is jelentősen közreműködött a filmipar megteremtésében. Az évek során sok kanadai rengeteg munkát végzett az amerikai szórakoztatóiparban, de a nemzetiségüket gyakran nem ismerték fel; ismert kanadai színész például William Shatner, Leslie Nielsen vagy Donald Sutherland.
Kanada filmipara a hollywoodi produkciók gyártóhelyeként bővült ki. Az 1980-as évektől Kanada és főként Vancouver Észak Hollywoodjaként vált ismertté. A fiúk a klubból című amerikai tévésorozatot Torontóban forgatták le. A kanadai producerek az 1990-es évek közepére igen sikeressé váltak a sci-fi műsorok területén az olyan sorozatokkal, mint az X-akták, a Végtelen határok, a Csillagkapu, az új Csillagközi Romboló és a Smallville, melyek mind Vancouverben készültek el.
Ahogy a déli vetélytárs Kalifornia esetében, sok kanadai dolgozik a filmiparban és az ismert személyek gyakran tűnnek fel a kanadai városokban. Montréal, európai megjelenése miatt sokféle főáramba tartozó film számára szolgál forgatási helyszínként, magához vonzva az ipar olyan személyiségeit, mint például Bruce Willis, Mel Gibson vagy Goldie Hawn; emellett a tervek szerint a külvárosa ad majd otthont a világ legnagyobb filmstúdiójának is. A forgatási hely kiválasztásánál elvileg inkább a költségek döntenek, mint a „kanadai légkör” iránti igény. Egy utcán dolgozó stábot látva a kanadaiakban gyakran merül fel a kérdés, hogy „Ma vajon az Államok mely szegleteként fognak minket bemutatni?” Részben vagy egészben Kanadában forgattak olyan filmeket többek közt, mint az X-Men 2., X-Men: Az ellenállás vége, X-Men kezdetek: Farkas, Deadpool, 2012, A mag, A légy 2., Végső állomás, Az, Walter Mitty titkos élete, A majmok bolygója: Háború, Csillagok között, Roxanne,  Palimadár.
A kanadai televíziót főként a CBC támogatja, mely a helyben készített műsorok számára ad otthont. A francia nyelvű televízió, ahogy a francia nyelvű film is, nyelvi okból jelentős amerikai hatás alatt áll. A francia nyelvű helyi televízió és film sikere Kanadában gyakran túllépi angol nyelvű riválisáét.
A CRTC kanadai tartalomszabályozása azt írja elő, hogy bizonyos arányú helyi adásidőt kanadai készítésű vagy témájú műsor sugárzására kell fordítani. Ez vonatkozik az olyan amerikai kábeltelevízió csatornákra is, mint az MTV és a Discovery Channel, melyeknek léteznek helyi változatai a kanadai kábeltévé hálózaton. Ehhez hasonlóan a BBC Canada elsősorban a BBC által készített, az Egyesült Királyságból származó műsorokat mutat be, de kanadai tartalmat is kínál.
A Kanadai Nemzeti Filmbizottság „egy nyilvános ügynökség, amely olyan filmeket és más audiovizuális műveket készít és terjeszt, amely bemutatja Kanadát a kanadaiaknak és a világ többi részének”. Az ügynökség segített utat törni a dokumentumfilm műfaj számára.
A Torontói Nemzetközi Filmfesztivált sokan a nyugati film egyik legjelentősebb fesztiváljaként tartják számon. Ez az első filmfesztivál Észak-Amerikában, amióta az Oscar-díjkiosztók sorozata elkezdődött.
Emellett sok népszerű kanadai dokumentumfilm is létezik, például a The Corporation (A társaság), a Nanook of the North (Az északi Nanuk), a Final Offer (Végső ajánlat) és a Canada: A People's History (Kanada: Egy nép története).

## Kanadai humor
A kanadai humor a kanadai identitás szerves része az angol és a francia nyelvterületen egyaránt. Bár a hagyományok különbözőek és néha nagyon eltérőek, az olyan közös témák összekötik a kanadaiakat, mint a történelem és az Észak-Amerikában, illetve a világban elfoglalt geopolitikai helyzet. A kanadai vígjátékokban különböző trendek figyelhetők meg. Az egyik a „tipikus” kanadai család megformálása, az aktuális rádió vagy tévésorozatokban. Jellemző példa a dráma, a humor és a politikai és vallási humor elegyét alkalmazó La famille Plouffe, vagy a helyzetkomédiák közé tartozó King of Kensington és a La Petite Vie. Egy másik jelentős trend a politikai és kulturális szatíra ami a CODCO, a Royal Canadian Air Farce, a La Fin du monde est à 7 heures és a This Hour Has 22 Minutes című tévéműsorokban, továbbá Yvon Deschamps vagy Rick Mercer monológjaiban, vagy a kanadai és québeci társasági és politikai életből ötleteket merítő Michel Tremblay, Will Ferguson és Eric Nicol írásaiban található meg. Ismert még az abszurd humor műfaja is, ami például a The Kids in the Hall és a The Frantics című tévésorozatokban, illetve a The Arrogant Worms, a Three Dead Trolls in a Baggie és a Bowser and Blue című zenés vígjátékokban látható. A szatíra a kanadai humor elsődleges jellegzetessége az említett irányzatokban, és többféle műfaji, vallási és kulturális különbséget egyesít.
A torontói Humber College és a montreali École nationale de l'humour post-secondary kurzusokat kínál a vígjátékírás és előadás köréből. Emellett Montréal a kétnyelvű (angol és francia) Just for Laughs fesztivál és a nemzetközi kétnyelvű humormúzeum, a Just for Laughs Museum otthona.

## Szabadidő
Kanada az 1900-as években egyre városiasabbá vált, ami kihatott a viktoriánus kor embereinek időtöltésére is. Akkoriban a csendes és egyszerű életet kedvelték, ahogy az Lucy Maud Montgomery ekkor készült Anne otthonra talál című, híres regényben is olvasható. Ebben az időben sok kanadai lelte örömét könyvek és versek írásában, ezért olyan korként ismert, amelyben a világszerte elismert kanadai írók megírták klasszikus műveiket.
Nyaranta a kanadaiak a legtöbb szabadidejüket parkokban és strandokon töltik, ahol a biciklizés és a csónakázás népszerű szórakozásnak számít. Télen gyakran játsszák Kanada nemzeti sportját, a jégkorongot, de sokan a tobogánozást is kedvelik. A szórakozás Kanadában egyszerű pihentető jellegű tevékenység.

## Sport
A kanadai sportkultúra eltér a legtöbb országétól. Más nemzetekhez hasonlítva a kanadaiak több, részben egyedi hazai sportot kedvelnek, nevezetesen a kanadai futballt, a kosárlabdát, a baseballt és a jégkorongot. Kanadában a futball egy olyan játékot jelöl, ami az amerikaifutballra hasonlít.
A jégkorong, amit országszerte egyszerűen csak hokinak neveznek, Kanada hivatalos téli sportja, a legnépszerűbb nézőközönség előtt folytatott sport és a nemzetközi versenyben a legsikeresebb is egyben. Az őslakosoktól származó lacrosse, Kanada legrégebbi sportja és hivatalos nyári sportnak számít. A kanadai futball az ország második legnépszerűbb nézőközönség előtt folytatott sportja, és a Canadian Football League (Kanadai Futballiga) éves bajnoksága a Grey Cup (Szürke Kupa) a legnagyobb évente megrendezésre kerülő országos sportesemény. Az egyesületi futball, ami Kanadában az angol és francia nyelvterületen egyaránt labdarúgásként ismert, a legtöbb regisztrált sportolóval rendelkező sportág az országban, de sosem örvendett akkora népszerűségnek, mint a közönség előtt folytatott profi sportok, bár az utóbbi években sok új nézőt hódított meg és több médiafigyelmet kapott.
Az egyéb népszerű csapatsportok közé tartozik a curling, az utcai hoki, a krikett, a rögbi és a softball. Kanadában jelenleg a krikett a leggyorsabban fejlődő sportág. A népszerű egyéni sportok közé tartozik az autóversenyzés, az ökölvívás, a kerékpározás, a golf, a túrázás, a lóverseny, a korcsolyázás, a rodeó, a gördeszkázás, a síelés, a snowboardozás, az úszás, a tenisz, a triatlon, az atlétika, több vízisport, és a birkózás. Mivel az ország éghajlata általában hűvös, Kanadában nagyobb sikere van a téli olimpiának, mint a nyárinak, de az éghajlat jelentős regionális eltérései sokféle egyéni és csapatsport gyakorlását teszik lehetővé.
A kanadai sport legnagyobb eredményeinek a Canada's Sports Hall of Fame (Kanadai Sport Hírességek Csarnoka) állít emléket, a legjobb atlétákat pedig az újságírók bizottsága által odaítélt Lou Marsh Trophyval (Lou Marsh-díj) jutalmazzák.

## Külső szemszög
1984-ben Baron Moran a kanadai brit főbiztos kijelentette, hogy véleménye szerint a kanadaiak korlátozott tehetségűek és „teljesen figyelemre méltatlanok”. Moran szerint „Bárki, aki akár csak közepesen is jó abban amivel foglalkozik – legyen az irodalom, színház, síelés vagy bármi egyéb –, képes nemzeti alakká válni. És bárki, aki kiemelkedik a tömegből, azt az egekig magasztalják és odaítélik neki az Order of Canadát.”

## Fordítás
- Ez a szócikk részben vagy egészben a Culture of Canada című angol Wikipédia-szócikk ezen változatának fordításán alapul.  Az eredeti cikk szerkesztőit annak laptörténete sorolja fel. Ez a jelzés csupán a megfogalmazás eredetét és a szerzői jogokat jelzi, nem szolgál a cikkben szereplő információk forrásmegjelöléseként.

## Külső hivatkozások
- Canadian Heritage. [2008. december 19-i dátummal az eredetiből archiválva]. (Hozzáférés: 2010. január 25.)
- Culture.CA. [2010. február 11-i dátummal az eredetiből archiválva]. (Hozzáférés: 2010. január 25.)
- Ontario Ministry of Culture. [2010. január 25-i dátummal az eredetiből archiválva]. (Hozzáférés: 2010. január 25.)
- CRTC. (Hozzáférés: 2010. január 25.)
- Peel's Prairie Provinces. (Hozzáférés: 2010. január 25.)